# Zacinto (unidade regional)
Zacinto (em grego: Ζάκυνθος; romaniz.: Zákynthos) é uma unidade regional da Grécia, localizada na periferia das Ilhas Jônicas. Sua capital é a cidade de Zacinto.
1. ↑  Machado, José Pedro. Dicionário Onomástico Etimológico da Língua Portuguesa. 3.º N-Z 2.ª ed. [S.l.]: Livros Horizonte/Editorial Confluência. ISBN 972-24-0845-3